# 四つ葉のクローバー (トランプゲーム)
四つ葉のクローバー（よつばのクローバー）とは、トランプの遊び方の一つ。1人で遊ぶゲームである。

## 遊び方
- 10のカード4枚とジョーカーを除いた計48枚のカードを使用する。
- よくシャッフルしたカードを、左上から4枚ずつ4段、計16枚並べて、場札とする。余ったカードは、手札として山のまま手元に置いておく。準備は以上である。
- まず、場札のカードの中で、同じスート（マーク）で合計が15となる組み合わせ（例:6と9、2と5と8など）があれば、場から取り去ることができる。この場合、A（エース）は1として扱い、同じスートで合計15であれば、一度に何枚まとめてとってもかまわない。
- ただし、J、Q、Kは、数字として扱わず、同じスートで3枚とも場札にある場合（例:スペードのJ、Q、Kなど）のみ、場から取り去ることが可能である。
- 場札で、カードを取り去って空いた部分は、そのたびに手札からカードを補充していく。補充は左上の部分から順に行う。
- このようにしてカードを取り去っていき、場札と手札のカード全てを除去できれば成功となる。